# Hohenstein (Naturschutzgebiet, Hochsauerlandkreis)
Das Naturschutzgebiet Hohenstein mit einer Größe von 3,23 ha liegt östlich von Untervalme im Gemeindegebiet von Bestwig. Das Gebiet wurde 2008 mit dem Landschaftsplan Bestwig durch den Hochsauerlandkreis als Naturschutzgebiet (NSG) ausgewiesen.

## Gebietsbeschreibung
Beim NSG handelt es sich um ein Waldgebiet, wo sich in Teilbereichen Schluchtwaldgesellschaften befinden. Ein bis zu 10 m hoher Felsen befindet sich im nordwestlichen Bereich. Der Wald besteht aus Rotbuchen, Eichen, anderen Laubholzarten und Fichten.

## Schutzzweck
Das NSG soll das Waldgebiet mit seinem Arteninventar schützen.
Wie bei allen Naturschutzgebieten in Deutschland wurde in der Schutzausweisung darauf hingewiesen, dass das Gebiet „wegen der Seltenheit, besonderen Eigenart und Schönheit des Gebietes“ zum Naturschutzgebiet ausgewiesen wurde.